# Westerwolde (waterschap)
Westerwolde was een waterschap in de Nederlandse provincie Groningen. Het bestond uit gebieden die uitwaterden op de Westerwoldse Aa en de zeesluis bij Nieuwe Statenzijl.
Het waterschap dat in het oosten van de provincie lag, kan worden beschouwd als rechtsopvolger van (een deel van) het Tienkarspelenzijlvest. Het was in eerste instantie opgericht om de waterhuishouding te verbeteren door middel van de aanleg van drie kanalen. Het initiatief tot het graven lag bij de Vereniging ter bevordering van de kanalisatie van Westerwolde. De kanalen zijn:
- het Verenigd kanaal van Westerwolde
- het Mussel-Aa-kanaal, met zijtak naar Onstwedde
- het Ruiten-Aa-kanaal, met zijtak naar Bourtange

## Heroprichting
In 1901 werd het heropgericht nadat het waterschap Pekel A zich afsplitste. Als vergaderplaats fungeerde Bondshotel  Waterchaapshuis in de Schoolstraat te Vlagtwedde.
Het waterschap was onderverdeeld in vijf onderdelen, die elk een eigen bestuur hadden. De voorzitters van ieder onderdeel vormden het hoofdbestuur onder leiding van een door de Kroon benoemde voorzitter. De onderdelen, genoemd naar de plaats waar het bestuur vergaderde, waren:
1. Vriescheloo
2. Wedde
3. Onstwedde
4. Vlagtwedde
5. Sellingen

De belangrijkste taak van het onderdeelsbestuur was de toezicht op de wateren (de schouw) en het regelen van de verkiezingen.
Waterstaatkundig gezien ligt het gebied sinds 2000 binnen dat van het waterschap Hunze en Aa's.